# Knox Martin
Pour les articles homonymes, voir Martin.
Knox Martin, né le 12 février 1923 à Barranquilla (Colombie) et mort le 15 mai 2022, est un artiste peintre et muraliste américain.

## Biographie
Knox Martin naît le 12 février 1923 à Barranquilla, en Colombie et est l'aîné du lieutenant William Knox Martin.
Après un engagement dans la marine américaine pendant la Seconde Guerre mondiale, Knox Martin s’inscrit à l'Art Students League of New York, où il étudie de 1946 à 1950.
Son œuvre est associée à l'art de l'école dite « de New York », New York School – un groupe d'artistes et d'écrivains. Il fait partie des artistes de l'expressionnisme abstrait américain - même s'il refuse cette catégorisation.
Knox Martin vit et peint à New York. Il enseigne pendant 45 ans à l'Art Students League of New York, ainsi qu'à la Yale Graduate School of Arts, à l'université de New York, à l'université du Minnesota et à l'école internationale de peinture, dessin et sculpture en Ombrie, en Italie.
Il est le père de l'actrice Raven De La Croix.
Knox Martin meurt le 15 mai 2022, à l'âge de 99 ans.

## Œuvre
Son œuvre est incluse dans les collections de Whitney Museum of American Art, Museum of Modern Art, Hirshhorn Museum and Sculpture Garden, Brooklyn Museum of Art, Académie américaine de design, université de New York, National Arts Club, Albright-Knox Art Gallery, New York State Museum, Montclair Art Museum, Art Institute of Chicago, Baltimore Museum of Art, Berkeley Art Museum and Pacific Film Archive, Corcoran Gallery of Art, Denver Art Museum, Jack S. Blanton Museum of Art, Lowe Art Museum, Oklahoma City Museum of Art, Portland Art Museum, Southern Alleghenies Museum of Art, Springfield Art Museum, Weatherspoon Art  Museum, Wellesley College, Israël Museum et la Bibliothèque nationale.